# Изотоксальная фигура
Многогранник, многоугольник или мозаика является изотоксальным или рёберно транзитивным, если его симметрии действуют транзитивно на его рёбрах. Неформально это означает, что имеется только один вид рёбер у объекта — если даны два ребра, существует параллельный перенос, вращение и/или зеркальное отражение, переводящее одно ребро в другое, не меняя область, занимаемую объектом.
Термин изотоксальный происходит от греческого τοξον, означающего дуга.

## Изотоксальные многоугольники
Изотоксальный многоугольник всегда является равносторонним, но не все равносторонние многоугольники изотоксальны. Двойственные изотоксальным многоугольникам являются изогональными многоугольниками.
В общем случае изотоксальный 2n-угольник будет иметь Dn (*nn) диэдральную симметрию. Ромб является рёберно транзитивным многоугольником с симметрией D2 (*22).
Все правильные многоугольники (правильный треугольник, квадрат, и т. д.) изотоксальны, имея удвоенный минимальный порядок симметрии — правильный n-угольник имеет Dn (*nn) диэдральную симметрию. Правильный 2n-угольник является вершинно транзитивным многоугольником и его вершины могут быть помечены поочерёдно двумя цветами, что удаляет осевую симметрию через середину рёбер.
| D2 (*22) | D3 (*33)                   | D3 (*33)               | D3 (*33)                         | D4 (*44)                | D4 (*44)                | D5 (*55)                | D5 (*55)                                    | D5 (*55)                      |
| Ромб     | Равносторонний треугольник | Вогнутый шестиугольник | Самопересекающийся шестиугольник | Выпуклый восьмиугольник | Выпуклый восьмиугольник | Правильный пятиугольник | Самопересекающаяся (правильная) пентаграмма | Самопересекающаяся декаграмма |
| -------- | -------------------------- | ---------------------- | -------------------------------- | ----------------------- | ----------------------- | ----------------------- | ------------------------------------------- | ----------------------------- |
|          |                            |                        |                                  |                         |                         |                         |                                             |                               |

## Рёберно-транзитивные многогранники и мозаики
Правильные многогранники являются изоэдральными (гране транзитивными), изогональными (вершинно транзитивными) и изотоксальными (рёберно транзитивными). Квазиправильные многогранники являются изогональными и изотоксальными, но не изоэдральными. Их двойственные многогранники изоэдральны и изотоксальны, но не изогональны.
| Квазиправильный многогранник                                     | Квазиправильный двойственный многогранник                           | Квазиправильный звёздчатый многогранник                                                | Квазиправильный двойственный звёздчатый многогранник | Квазиправильная мозаика                                                 | Квазиправильная двойственная мозаика                                                        |
| ---------------------------------------------------------------- | ------------------------------------------------------------------- | -------------------------------------------------------------------------------------- | ---------------------------------------------------- | ----------------------------------------------------------------------- | ------------------------------------------------------------------------------------------- |
| Кубооктаэдр является изогональным и изотоксальным многогранником | Ромбододекаэдр является изоэдральным и изотоксальным многогранником | Большой икосододекаэдр является изогональным и изотоксальным звёздчатым многогранником | Большой ромбический тридцатигранник                  | Тришестиугольная мозаика является изогональной и изотоксальной мозаикой | Ромбическая мозаика является изоэдральной и изотоксальной мозаикой с симметрией p6m (*632). |

Не любой многогранник или 2-мерная мозаика, состоящие из правильных многоугольников, изотоксален. Например, усечённый икосаэдр (знакомый нам по футбольному мячу) имеет два типа рёбер — шестиугольник-шестиугольник и шестиугольник-пятиугольник и нет возможности симметрией перевести ребро шестиугольник-шестиугольник в шестиугольник-пятиугольник.
Изотоксальный многоугольник имеет те же самые диэдральные углы для всех рёбер.
Существует девять выпуклых рёберно транзитивных многогранников, образованных из правильных многогранников, 8, образованных из многогранников Кеплера — Пуансо, и ещё шесть являются квазиправильными звёздчатыми многогранниками (3 | p q) и их двойственными.
Существует 5 многоугольных рёберно транзитивных мозаик на евклидовой плоскости и бесконечно много на гиперболической плоскости, включая построения Уитхофф из правильных гиперболических мозаик {p, q} и неправильных (p q r) групп.